# IC 4023
IC 4023 је елиптична галаксија у сазвјежђу Береникина коса која се налази на листи објеката дубоког неба у Индекс каталогу.
Деклинација објекта је + 19° 5' 48" а ректасцензија 13h 0m 26,5s. Привидна величина (магнитуда) објекта IC 4023 износи 15,0 а фотографска магнитуда 16,0.